# 西梅田站
西梅田站（日语：／ Nishi-umeda eki */?）是位於日本大阪府大阪市北區梅田，屬於大阪市高速電氣軌道（大阪地下鐵）四橋線的鐵路車站。車站編號是Y11。本站是四橋線的起點站。

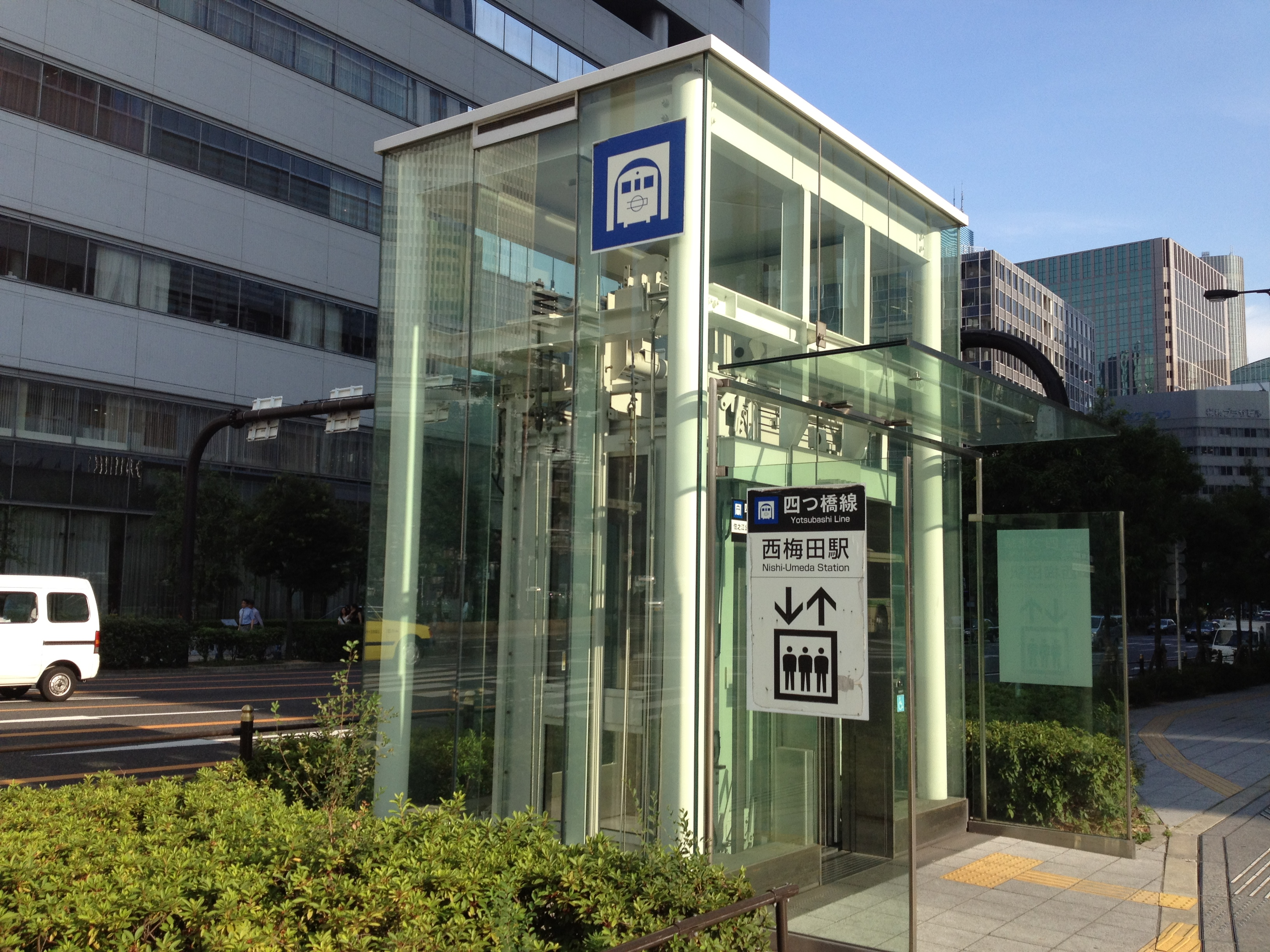
希爾頓廣場側的出入口(2012年7月)

## 車站構造

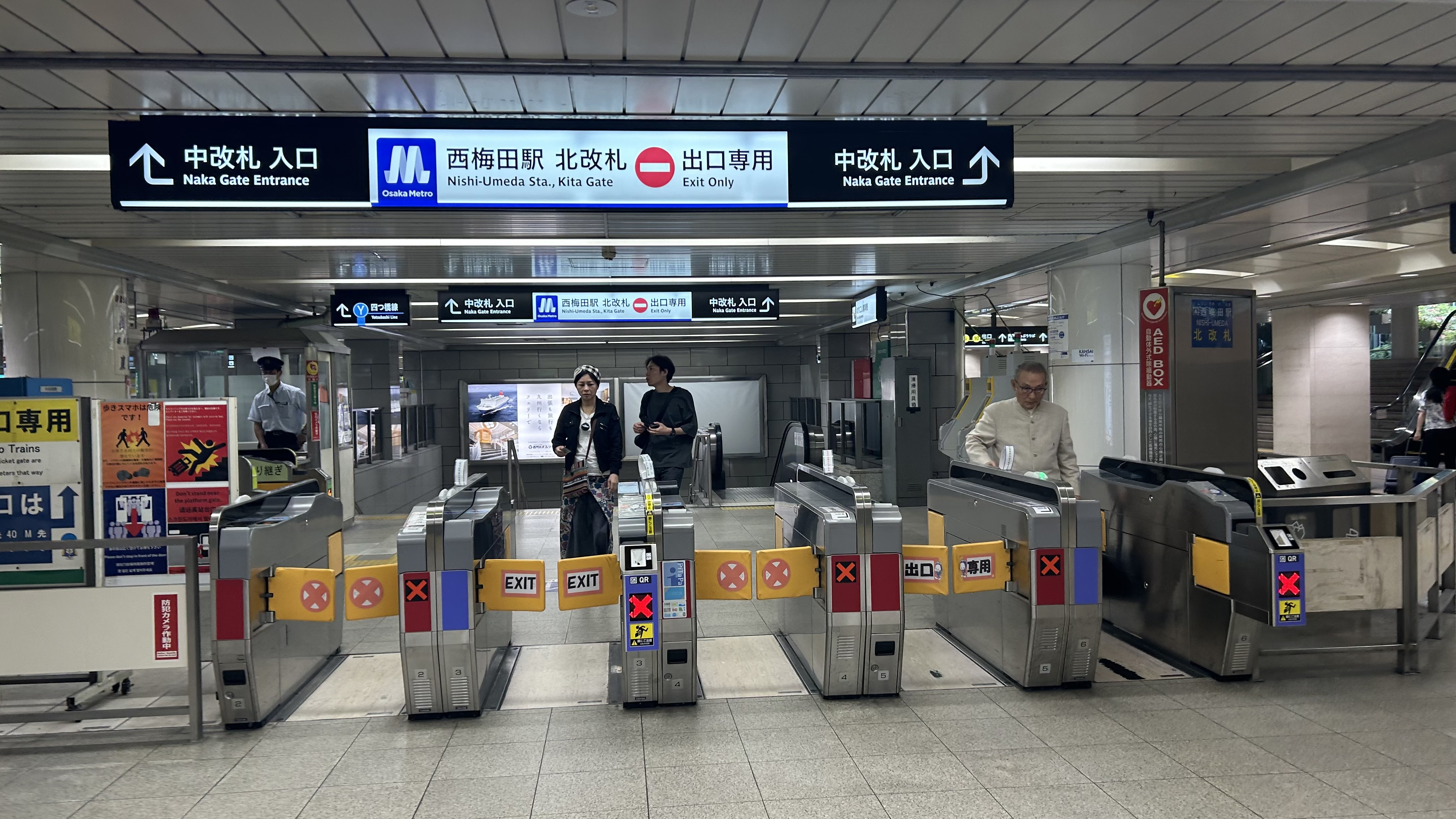
北驗票口(2024年6月)

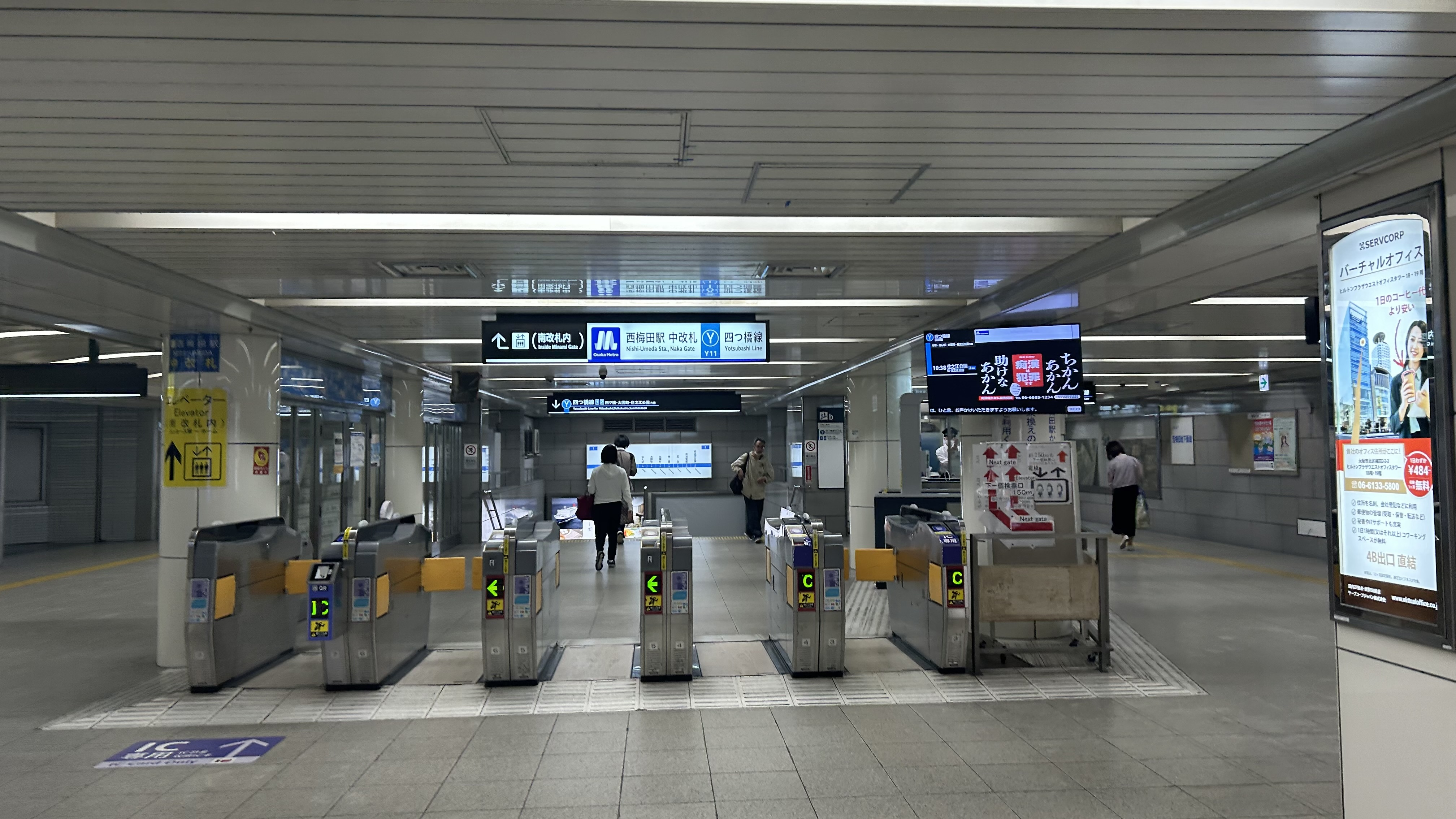
中驗票口(2024年6月)

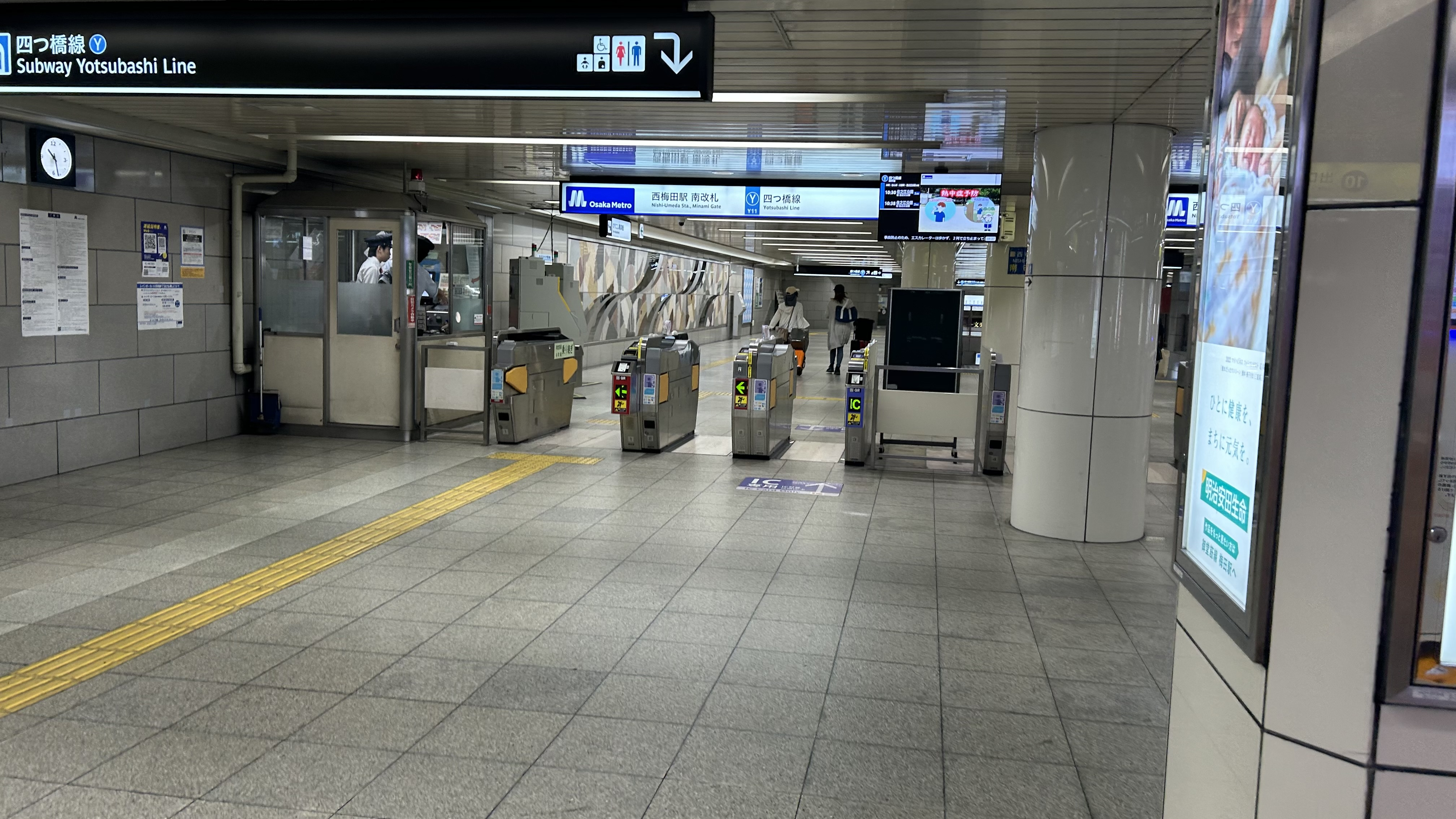
南驗票口(2024年6月)

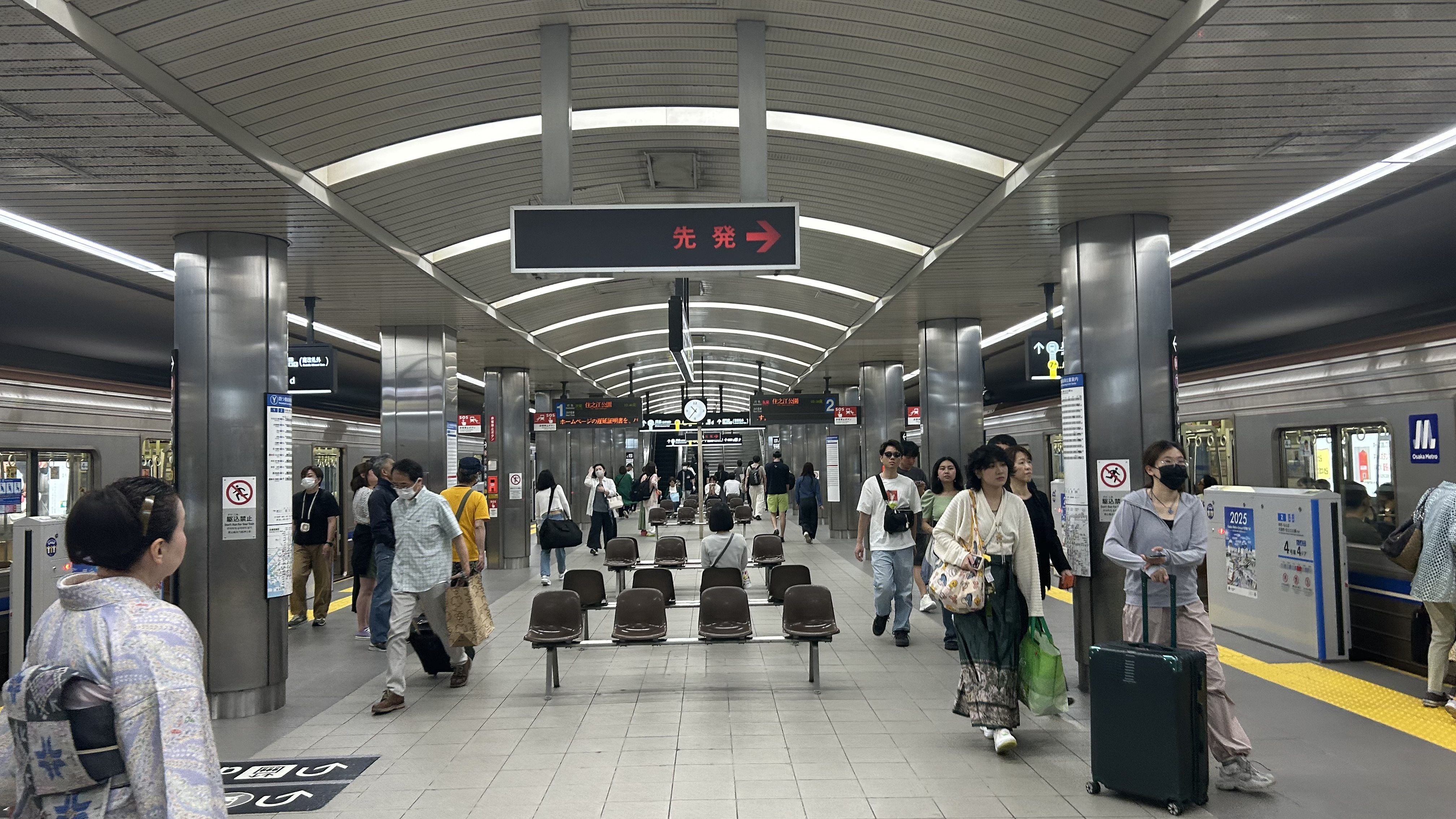
月台(2024年6月)

本站為地下車站，採用島式月台，並設有通道連接梅田站及東梅田站，可免費出站轉乘。

### 月台配置
| 月台 | 路線   | 目的地                               |
| ---- | ------ | ------------------------------------ |
| 1、2 | 四橋線 | 難波、大國町、花園町、住之江公園方向 |

## 利用狀況
2018年11月13日1日上下車人次為114,413人（上車人次：60,342人，下車人次：54,071人）。四橋線中次於難波站、本町站、四橋站（與心齋橋站合計）排行第4位。但是上方車站包括全部與御堂筋線的轉乘站，西梅田站則是單獨站。在梅田地區的地下鐵3個車站當中，由於與阪急的聯絡不方便，上下車人次是最少的。但即使如此，在全體107個車站當中仍排行第9多。

### 1日上車、下車、上下車人次推移
過去1日上車、下車、上下車人次數如下表。交通量調查基於特定1日上車、下車、上下車人次。
來源：大阪府統計年鑑（页面存档备份，存于）大阪市統計書
| 年度               | 調查日   | 上車人次 | 下車人次 | 上下車人次 | 來源   |
| ------------------ | -------- | -------- | -------- | ---------- | ------ |
| 1985年（昭和60年） | 11月12日 | 57,168   | 51,238   | 108,406    | [ 2 ]  |
| 1987年（昭和62年） | 11月10日 | 60,520   | 52,050   | 112,570    | [ 3 ]  |
| 1990年（平成02年） | 11月06日 | 62,416   | 55,760   | 118,176    | [ 4 ]  |
| 1995年（平成07年） | 2月15日  | 65,870   | 55,861   | 121,731    | [ 5 ]  |
| 1998年（平成10年） | 11月10日 | 64,675   | 55,867   | 120,542    | [ 6 ]  |
| 2007年（平成19年） | 11月13日 | 58,897   | 53,875   | 112,772    | [ 7 ]  |
| 2008年（平成20年） | 11月11日 | 58,312   | 53,557   | 111,869    | [ 8 ]  |
| 2009年（平成21年） | 11月10日 | 55,890   | 54,086   | 109,976    | [ 9 ]  |
| 2010年（平成22年） | 11月09日 | 53,899   | 48,988   | 102,887    | [ 10 ] |
| 2011年（平成23年） | 11月08日 | 54,487   | 48,813   | 103,300    | [ 11 ] |
| 2012年（平成24年） | 11月13日 | 55,112   | 51,329   | 106,441    | [ 12 ] |
| 2013年（平成25年） | 11月19日 | 55,452   | 49,808   | 105,260    | [ 13 ] |
| 2014年（平成26年） | 11月11日 | 56,659   | 51,016   | 107,675    | [ 14 ] |
| 2015年（平成27年） | 11月17日 | 59,192   | 55,820   | 115,012    | [ 15 ] |
| 2016年（平成28年） | 11月08日 | 58,838   | 55,111   | 113,949    | [ 16 ] |
| 2017年（平成29年） | 11月14日 | 61,445   | 54,500   | 115,945    | [ 17 ] |
| 2018年（平成30年） | 11月13日 | 60,342   | 54,071   | 114,413    |        |

## 歷史
- 1965年（昭和40年）10月1日 - 隨3號線西梅田至大國町啟用開業。

## 相鄰車站
大阪市高速電氣軌道（大阪地下鐵）
 四橋線
西梅田（Y11）－肥後橋（Y12）

## 外部連結
- 車站Guide：西梅田 - Osaka Metro